# Římskokatolická farnost Kostelec nad Vltavou
Římskokatolická farnost Kostelec nad Vltavou (latinsky Kostellecium) je bývalé územní společenství římských katolíků v Kostelci nad Vltavou a okolí, které zaniklo 31. prosince 2019 sloučením s farností Kovářov. Organizačně spadalo do vikariátu Písek, který je jedním z deseti vikariátů českobudějovické diecéze.

## Historie farnosti
Po roce 1406 byla zdejší farnost zrušena a připojena ke starosedlské farnosti. Od roku 1762 zde sídlil kaplan a v roce 1786 byla obnovena samostatná farnost. Matriky jsou vedeny od roku 1785.

## Kostely a kaple na území farnosti
| Kostel (kaple)                | Místo                | Bohoslužby  | Bohoslužby | Poznámka                     |  |
| ----------------------------- | -------------------- | ----------- | ---------- | ---------------------------- |  |
| kostel Narození Panny Marie   | Kostelec nad Vltavou | sudá sobota | 17.00      | filiální, dříve farní kostel |  |
| kaple Nanebevzetí Panny Marie | Jickovice            |             |            |                              |  |
| kaple                         | Přílepov             |             |            |                              |  |
| kaple                         | Sobědraž             |             |            |                              |  |
| kaple                         | Zahrádka             |             |            |                              |  |

## Ustanovení ve farnosti
Administrátorem excurrendo byl do roku 2018 Ing. Mgr. Jiří Řehoř Žáček OPraem, farní vikář milevské farnosti, do zrušení farnosti pak P. Jozef Leškovský.